# Kafr Uwajd
Kafr Uwajd (arab. كفر عويد) – miejscowość w Syrii, w muhafazie Idlib. W 2004 roku liczyła 6932 mieszkańców.